# Anthops ornatus
Genre
Espèce
Statut de conservation UICN

 DD  : Données insuffisantes
Anthops ornatus (Thomas, 1888) est une chauve-souris de la famille des Hipposideridae. C'est l'unique représentant du genre Anthops. Elle se rencontre dans l'archipel des îles Salomon et à Bougainville, du niveau de la mer jusqu'à une altitude maximale de 200 m.

## Description
Le premier spécimen de cette espèce a été collecté en 1888 par Charles Woodford. Ses yeux sont cachés par son pelage avec une excroissance d'un orange vif en forme de fleur couvre une grande partie de son visage, dominée par trois petites boules orange alignées sur son front et par des replis cutanés superposés qui forment une sorte de parabole autour de ses narines.

### GenreAnthops
- (en) Mammal Species of the World (3e  éd., 2005) : Anthops  Thomas, 1888
- (en) Catalogue of Life : Anthops Thomas, 1888 (consulté le 6 avril 2023)
- (en) Paleobiology Database : Anthops  Thomas 1888
- (fr + en) ITIS : Anthops  Thomas, 1888
- (en) Animal Diversity Web : Anthops
- (en) NCBI : Anthops (taxons inclus)
- (en) UICN : taxon  Anthops  (consulté le 7 janvier 2023)

### EspèceAnthops ornatus
- (en) Mammal Species of the World (3e  éd., 2005) :  Anthops ornatus
- (en) Catalogue of Life : Anthops ornatus Thomas, 1888
- (fr + en) ITIS : Anthops ornatus  Thomas, 1888
- (en) Animal Diversity Web : Anthops ornatus
- (en) NCBI : Anthops ornatus (taxons inclus)
- (en) UICN : espèce Anthops ornatus  Thomas, 1888